# Giuseppe Gorla
Giuseppe Gorla (Vernate, 6 settembre 1895 – Milano, 15 gennaio 1970) è stato un politico italiano.

## Biografia
Nato da Emilio e Giulia Ciocca, dopo gli studi superiori si iscrisse alla Facoltà di Ingegneria dell'Università di Milano; allo scoppio della prima guerra mondiale fu acceso interventista e si occupò di creare un tramite tra Il Popolo d'Italia e gli studenti meneghini, entrando quindi in contatto con Filippo Corridoni, Innocenzo Cappa e soprattutto Benito Mussolini.
Nel 1915 partì volontario per il fronte e nel conflitto venne mutilato: nel dopoguerra fu pertanto un attivista dell'Associazione Nazionale Mutilati e Invalidi di Guerra e ne sponsorizzò l'affiancamento ai Fasci Italiani di Combattimento, cui aveva aderito fin dalla sua fondazione, pur con qualche riserva. In ogni caso, non partecipò ne all'assemblea fondativa del 1919 ne alla marcia su Roma del 1922.
Dopo il conseguimento della laurea, sembrava orientato a svolgere la carriera accademica, ma alle elezioni amministrative del 1922 fu eletto consigliere comunale a Milano e poco dopo divenne amministratore delegato dell'Istituto case popolari del capoluogo lombardo; in questa veste partecipò nel 1926 ad un congresso europeo sulle case popolari, tenutosi a Vienna: al termine della conferenza, ne fece un rapporto a Mussolini. Nel 1928, quando Giuseppe De Capitani d'Arzago si insediò come podestà di Milano, ne divenne il vice e si distinse per una politica parsimoniosa tendente al pareggio del bilancio cittadino.
Commissario della Cassa di Risparmio dal 1931 al 1943, fu segretario generale del Sindacato nazionale fascista ingegneri (SNFI) dal 1937 al 1938 e presidente della Consociazione turistica italiana (nome "autarchico" che ebbe il Touring Club Italiano durante il regime). In qualità di segretario nazionale del SNFI, divenne consigliere alla Camera dei Fasci e delle Corporazioni nel 1939: in questa veste venne richiamato alle armi nel giugno del 1940, nonostante fosse mutilato. Rientrato dal servizio militare "coatto", operò come Ministro dei lavori pubblici dal 30 ottobre 1940 al 6 febbraio 1943, giorno in cui venne sostituito da Zenone Benini.
Gorla è principalmente ricordato nei manuali di storia urbanistica italiana per aver approvato la prima legge urbanistica nazionale, la n. 1150 del 17 agosto 1942. Ricevette successivamente dal Duce la nomina a consigliere nazionale per la Corporazione di acqua gas elettricità e fu nominato membro della commissione Bilancio della Camera.
Stando alla sua autobiografia, il 30 marzo 1943 Mussolini lo scelse come podestà di Milano ma egli preferì rinunciare all'incarico (di ciò, tuttavia, non ci sono altre fonti); pochi giorni dopo diventò presidente dell'Azienda Generale Italiana Petroli (AGIP) e di conseguenza vicepresidente dell'Azienda Nazionale Idrogenazione Combustibili.
Conservò tutti gli incarichi occupati anche dopo la formazione del primo governo Badoglio, ma li perse quando venne fondata la Repubblica Sociale Italiana, a cui non volle aderire. Conclusasi la seconda guerra mondiale, non venne implicato in nessun processo per attività fascista perché venne considerato più un "tecnico" che un gerarca: non lo citò nemmeno Enrico Mattei nella sua relazione esposta appena dopo la nomina a commissario straordinario dell'AGIP effettuata dal Comitato di liberazione nazionale. Si ritirò quindi a vita privata e nel 1959 diede alle stampe un libro di memorie.